# ZN-1
 (mai 2009).
Sa qualité peut être largement améliorée en utilisant un vocabulaire plus directement compréhensible.
Le ZN-1 est un système d'arcade destiné aux salles d'arcade, créé par Sony. Sa commercialisation a débuté durant l'année 1995.

## Description
Le ZN-1 est un système au format JAMMA basé sur du matériel déjà existant, la première version de la console de Sony, la Playstation. Utiliser un système déjà existant est plus facile, moins cher, et nécessite moins de temps de développement. Dès le succès et l'avènement de la PlayStation, divers éditeurs de jeux d'arcade vont l'utiliser.
Le ZN-1 est particulier dans le sens où il fonctionne suivant le couple carte mère et carte fille.
La carte mère est standard et commune à tous les systèmes et entreprises l'ayant utilisée. Elle est produite, fabriquée, fournie par et estampillée Sony.
L'originalité réside dans le fait que c'est le BIOS et la carte fille supportant le jeu qui diffèrent suivant les constructeurs. On avait déjà vu en arcade des systèmes utiliser du matériel de console, et également le couple carte mère/cartouche, mais c'est la première fois que plusieurs constructeurs vont utiliser comme base le même matériel chacun de leur côté. Plusieurs fabricants ont utilisé cet hardware en y ajoutant chacun leurs particularités, il est donc possible de trouver le système ZN-1 de Sony sous différents noms et chez différents constructeurs alors que la base est identique.
On peut trouver divers systèmes portant des noms différents, tous basés sur le ZN-1 :
- Zn-1 chez Capcom[5]
- TPS chez Tecmo[6]
- FX-1A System chez Taito
- FX-1B System chez Taito

Certains fabricants ont également créé des jeux sans créer à proprement parler de système, soit en utilisant leur propres BIOS ou en utilisant des systèmes ZN-1 customs :
- Acclaim
- Atlus
- Atari
- 8ing/Raizing
- Video System

Le média utilisé pour la PlayStation, le CD, a été abandonné, même si le principe d'installer le jeu et le système sur deux supports différents a été conservé. Les cartes mères et les cartes filles sont montées en fixes. Les jeux prennent la forme de PCB qui sont interchangeables pour un même système, ce qui rend le ZN-1 modulable, c'est ainsi très facile de changer de jeu, alors que pour les systèmes Namco également basés sur la PlayStation, c'est impossible. Certains jeux ont également été stockés sur disques durs, comme Judge Dredd ou Bust a Move 2.
Au niveau du hardware, il est quasiment identique à la version salon. Le ZN-1 possède le processeur central de la PlayStation. Pour le système fabriqué par Capcom, le CPU audio de la PlayStation n'est pas utilisé, c'est un Zilog Z80 additionné à un chip Capcom-Lucent Technologies Q-Sound qui le replace. Taito, ainsi que quelques jeux Tecmo, utilisent en plus du SPU d'origine un Zilog Z80 et une puce Yamaha YM2610.
Pour certains de ses jeux, la société Eighting/Raizing utilise des systèmes ZN-1 Capcom et Tecmo modifiés.
Le FX-1B System est une révision du FX-1A System, il est quasiment identique mais possède quelques particularités. La fréquence du processeur principal est supérieure (48 MHz). Le système sonore est par contre complètement différent, il est constitué d'un processeur Texas Instruments TMS57002, d'un ZOOM ZSG-2, et du SPU PlayStation.
Le sigle TPS signifie Tecmo Play System, on peut le trouver écrit en toutes lettres sur les PCBs du système de Tecmo.
À cette époque où la 3D est en pleine expansion, le matériel PlayStation va permettre un travail en 3D. Ces images 3D vont être mêlées ou alternées à la 2D pour offrir un très beau rendu. Le design plutôt « carré » de certains personnages ou décors sont vraiment particuliers et représentatifs du ZN-1.

## Spécifications techniques

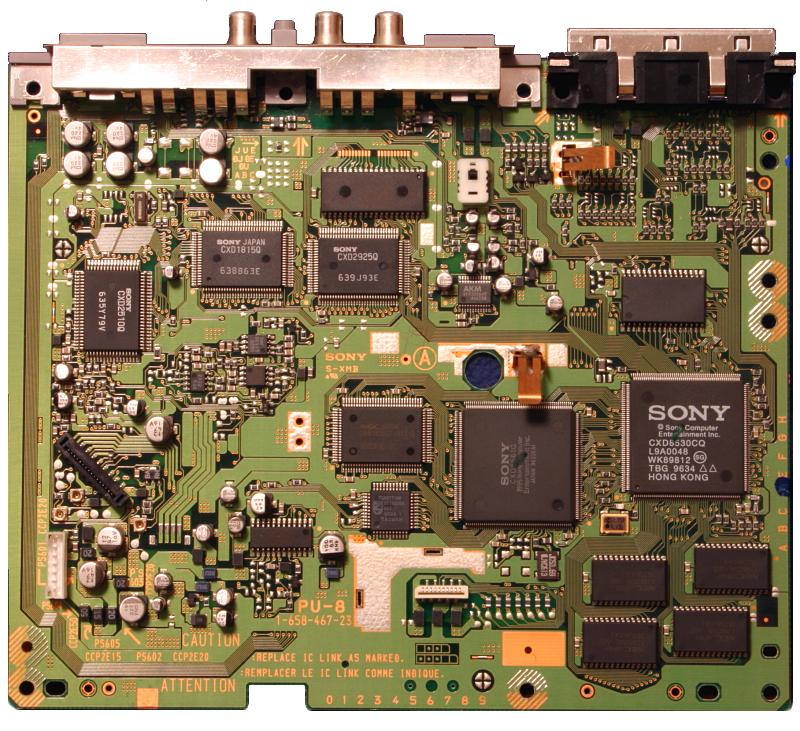
Une carte mère PlayStation, base du système ZN-1

### Processeur central
- MIPS R3000A 32bits (RISC) cadencé à 33 MHz (48 MHz pour le  FX-1B System)
  - Cache d'instruction : 4 KB
  - OS de 512 Ko
  - BUS : 132 MB/s

### Vidéo
- Résolution et couleurs : 256 x 224 & 740 x 480
- + de 16 millions de couleurs
- Capacités graphiques : 360 000 polygones par seconde
  - émulation de fonds et de sprites simultanés
  - Ombrage plat ou Gouraud
  - texture-mapping.
  - 4000 sprites de 8x8 avec scaling et rotation individuelle
  - Tous les effets mode7 gérés en hard
- Décodeur MPEG intégré

### Audio
| - ZN-1 standard : - CPU audio : SPU d'origine - 24 canaux ADPCM - Fréquence d'échantillonnage de 44,1 kHz, en 16 bits, stéréo - Samples codés en ADPCM 4 bits - Stéréo |  | - ZN-1 (Capcom) : - CPU audio : Zilog Z80 (Modèle Kabuki chiffré) - Puce : Capcom QSound - Capacités audio : - RAM Audio : 512 ko - Stéréo |  | - FX-1A System et certains jeux TPS : - cpu audio : - SPU d'origine - Zilog Z80 cadencé à 4 MHz - Puce audio : Yamaha YM2610B cadencé à 8 MHz - Stéréo |  | - FX-1B System : - cpu audio : - SPU d'origine - ZOOM ZSG-2 - Texas Instruments TMS57002 - Fréquence d'échantillonnage de 44,1 kHz, en 16 bits, stéréo |

### Mémoire
- Ram : 2 Mo
- Ram vidéo : 1 Mo
- Ram audio : 512 ko

## Liste des jeux
| Titre                                                         | Développeur             | Éditeur             | Système      | Genre | Date |
| ------------------------------------------------------------- | ----------------------- | ------------------- | ------------ | ----- | ---- |
| 1 on 1 Government                                             | Jorudan / I.T. Planning | Sony / Tecmo        | TPS          |       | 1995 |
| Aero Fighters Special                                         | Video System            | Sony / Video System | ZN-1         |       | 1996 |
| Battle Arena Toshinden 2                                      | Capcom / Takara         | Sony / Capcom       | ZN-1         |       | 1995 |
| Beastorizer                                                   | Eighting/Raizing        | Sony / 8ing/Raizing | ZN-1         |       | 1997 |
| Bloody Roar 2                                                 | Eighting/Raizing        | Sony / 8ing/Raizing | ZN-1         |       | 1998 |
| Brave Blade                                                   | Eighting/Raizing        | Sony / 8ing/Raizing | ZN-1         |       | 2000 |
| Bust a Move 2                                                 | Metro / Enix / Namco    | Sony / Namco        | ZN-1         |       | 1999 |
| Cool Boarders Arcade Jam                                      | Tecmo                   | Sony / Tecmo        | TPS          |       | 1998 |
| Dead Or Alive ++                                              | Tecmo                   | Sony / Tecmo        | TPS          |       | 1998 |
| Fighters' Impact                                              | Taito                   | Sony / Taito        | FX-1B System |       | 1996 |
| Fighters' Impact A                                            | Taito                   | Sony / Taito        | FX-1B System |       | 1997 |
| G-Darius                                                      | Taito                   | Sony / Taito        | FX-1B System |       | 1997 |
| G-Darius Ver.2                                                | Taito                   | Sony / Taito        | FX-1B System |       | 1997 |
| Flame Gunner                                                  | GAPS                    | Sony / Tecmo        | TPS          |       | 1999 |
| Gallop Racer                                                  | Tecmo                   | Sony / Capcom       | ZN-1         |       | 1996 |
| Gallop Racer 2                                                | Tecmo                   | Sony / Tecmo        | TPS          |       | 1997 |
| Gallop Racer 3                                                | Tecmo                   | Sony / Tecmo        | TPS          |       | 1999 |
| Heaven's Gate                                                 | Atlus / Racdym          | Sony / Atlus        | ZN-1         |       | 1996 |
| Judge Dredd                                                   | Acclaim                 | Sony / Capcom       | ZN-1         |       | 1997 |
| Logic Pro Adventure                                           | Amuse World             | Sony / Capcom       | ZN-1         |       | 1999 |
| Magical Date                                                  | Taito                   | Sony / Taito        | FX-1A System |       | 1996 |
| Magical Date EX / Magical Date: sotsugyou kokuhaku daisakusen | Taito                   | Sony / Taito        | FX-1A System |       | 1997 |
| Masters World Championship                                    | Tecmo                   | Sony / Tecmo        | TPS          |       | ???? |
| Monster Farm Jump                                             | Tecmo                   | Sony / Tecmo        | TPS          |       | 2001 |
| NBA Jam Extreme                                               | Acclaim                 | Sony / Capcom       | ZN-1         |       | 1996 |
| Photo Play                                                    | Tecmo                   | Sony / Tecmo        | TPS          |       | ???? |
| Primal Rage 2                                                 | Atari                   | Sony / Atari        | ZN-1         |       | 1996 |
| Psychic Force                                                 | Taito                   | Sony / Taito        | FX-1A System |       | 1995 |
| Psychic Force EX                                              | Taito                   | Sony / Taito        | FX-1A System |       | 1996 |
| RayStorm                                                      | Taito                   | Sony / Taito        | FX-1B System |       | 1996 |
| Shanghai Matekibuyuu                                          | Sunsoft / Activision    | Sony / Tecmo        | TPS          |       | 1998 |
| Star Gladiator: I - Final Crusade                             | Capcom                  | Sony / Capcom       | ZN-1         |       | 1996 |
| Street Fighter EX                                             | Capcom / Arika          | Sony / Capcom       | ZN-1         |       | 1996 |
| Street Fighter EX Plus                                        | Capcom / Arika          | Sony / Capcom       | ZN-1         |       | 1997 |
| Super Football Champ                                          | Taito                   | Sony / Taito        | FX-1A System |       | 1995 |
| Tecmo World Cup Millennium                                    | Tecmo                   | Sony / Tecmo        | TPS          |       | 2000 |
| The Block Kuzushi                                             | Tamsoft / D3 Publisher  | Sony / Tecmo        | TPS          |       | 2000 |
| Tondemo Crisis                                                | Tecmo                   | Sony / Tecmo        | TPS          |       | 1999 |